# Maurille de Rouen
Pour les articles homonymes, voir Maurille.
Saint Maurille ou Maurile, Maurilius en latin († 1067) est un archevêque de Rouen.

## Carrière ecclésiastique
Maurille naît d'une famille noble. Les auteurs divergent sur le lieu de naissance de Maurille. Pour Orderic Vital, Maurille serait né à Mayence en Allemagne. D'autres lui donnent Reims ou le diocèse de Reims comme ville de naissance. Selon le père Maynard cité par François Pommeraye, il naît probablement à Reims de parents originaires de Mayence. Louis Violette le dit originaire de Lorraine.
Il fait ses premières études à Reims, et les poursuit à Liège,. Il passe ensuite en Saxe où il est écolâtre de l’église d’Halberstadt. Souhaitant se retirer de la société, il se rend en Normandie, où il se fait moine à l’abbaye de Fécamp (avant 1030). Désirant davantage de solitude et de pénitence, il se retire pour tenter une vie érémétique en Italie, où il rencontre Gerbert, futur abbé de Saint-Wandrille. Il y est remarqué par le seigneur du pays, le marquis Boniface qui le désigne abbé de Sainte-Marie, à Florence,. Il n'y restera que peu de temps, car en tentant de rétablir la règle, il se heurte à l’hostilité des moines,, qui tentent de l'empoisonner. Il revient à Fécamp où il reprend sa vie de moine,.

## Archevêque de Rouen
Au synode de Lisieux en 1055 qui dépose Mauger, le duc Guillaume le propose comme archevêque de Rouen. 
Il dédicace en 1055 ou peu après la collégiale d'Auchy à la demande d'Adelaïde, comtesse d'Aumale. C'est sur conseil que Robert, comte d'Eu, fonde en 1059 l'abbaye Saint-Michel du Tréport. Il se voit restitués les droits sur l'archidiaconé du Vexin entre 1055 et 1062 par Gautier III de Vexin. Il cède à Raoul IV de Vexin de son vivant la terre de Gisors, domaine de la cathédrale, et qui reviendra sous son successeur en 1075.
Il conseille Anselme, élève de Lanfranc, qui porte des doutes sur sa vie de devenir moine du Bec, ce qu'il sera en 1060. En 1061, il préside à Caen un concile provincial pour mettre un terme aux guerres privées, la Trêve de Dieu y est imposée sous peine d’excommunication. Maurille participe aux États généraux de Normandie à Lillebonne, où est prise la décision de l'expédition en Angleterre pour récupérer la couronne qui revenait de droit à Guillaume. Il consacre également les églises abbatiales de Fécamp et le 1er juillet 1067, celle de Jumièges.

## Maurille et la cathédrale
À son arrivée, il relance les travaux de la cathédrale de Rouen. Il achève le chantier ainsi que la reconstruction de la nef. Il est dit ériger une pyramide de pierre qui aurait porté son nom,. Il procède à sa dédicace le 1er octobre 1063,,, en présence du duc Guillaume. C'est à cette époque que sont transférés dans la cathédrale les corps de Rollon et de Guillaume Longue-Épée. 
Il meurt le 9 août 1067, et est enterré en haut de la nef de la cathédrale,. Il est raconté que Maurille est ressuscité, miracle rapporté dans l'histoire des archevêques du Livre d'ivoire, ainsi que d'autres manuscrits. Saint-Maurille est le premier archevêque de Rouen dont le tombeau peut être localisé dans la cathédrale, près de la croisée de transept de la cathédrale actuelle, soit près de la cathédrale qu'il achève. Son tombeau est trouvé de manière fortuite en 1480 quand on creuse une tombe pour le cœur de l'ancien archevêque Guillaume d'Estouteville dans la cathédrale. La sépulture contenait une crosse de bois et des fragments d'une chasuble. Une épitaphe est alors rédigée par les chanoines. Une verrière le représente dans la chapelle de la Vierge de la cathédrale.
Maurille est fêté le 9 août.

## Sources
- Markus Schlicht (préf. Vincent Juhel), La cathédrale de Rouen vers 1300 : Portail des Libraires, portail de la Calende, chapelle de la Vierge, Caen, Société des Antiquaires de Normandie, 2005, 426 p. (ISBN 2-9510558-3-8, OCLC 1279-6662)
- Pierre Bouet et François Neveux, Les évêques normands du XIe siècle : Colloque de Cerisy-la-Salle (30 septembre - 3 octobre 1993), Caen, Presses universitaires de Caen, 1995, 330 p. (ISBN 2-84133-021-4)

### Liens
- Notice dans un dictionnaire ou une encyclopédie généraliste :   - Treccani
- Notices d'autorité :   - VIAF
  - GND